# Département Lot
Das Département du Lot [lɔt] ist das französische Département mit der Ordnungsnummer 46. Es liegt im Süden des Landes in der Region Okzitanien und wurde nach dem Fluss Lot benannt, einem Nebenfluss der Garonne.

## Geographie

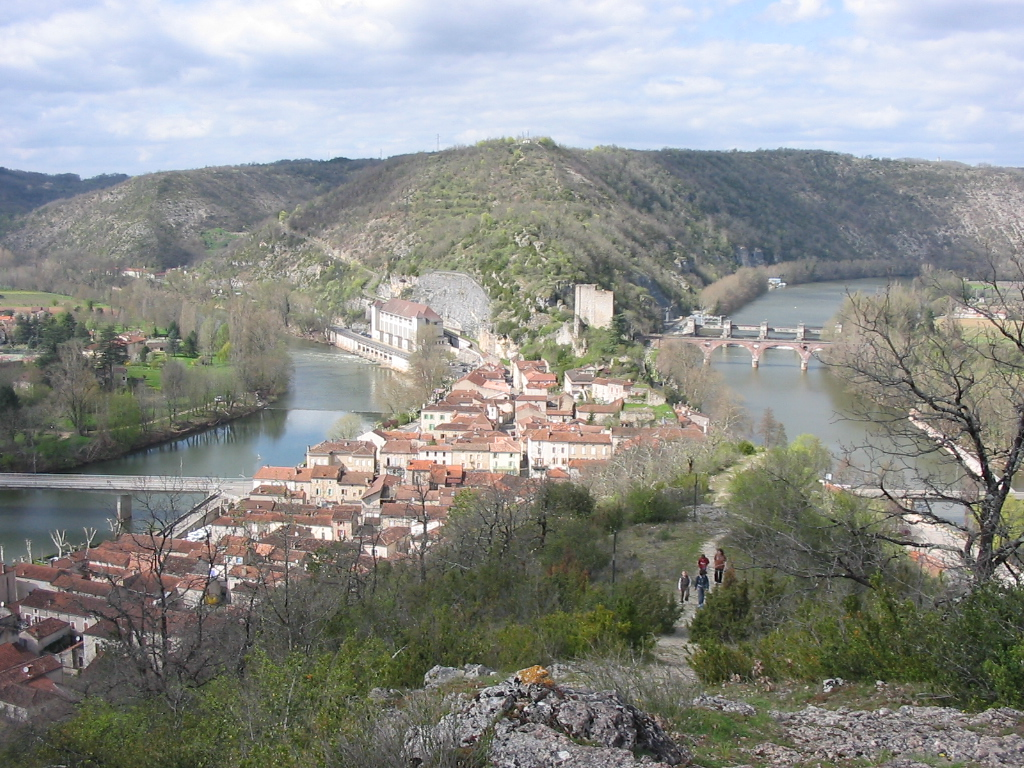
Mäanderhals des Lot in Luzech

Das Département Lot grenzt an die Départements Corrèze, Cantal, Aveyron, Tarn-et-Garonne, Lot-et-Garonne und Dordogne.
Der Lot durchquert das Département von Ost nach West mit zahlreichen Mäandern, der engste Mäanderhals ist dabei mit rund 200 m Breite im Ort Luzech zu finden, der sich eindrucksvoll von zahlreichen Aussichtspunkten her betrachten lässt.
Im Norden des Départements schneidet sich zudem die Dordogne durch das Gebiet.
Zwischen den beiden großen Flüssen befinden sich im östlichen Teil des Départements die Causses, Hochebenen aus Kalkstein, welche stark von Karstprozessen geprägt sind.

## Geschichte
Das Département Lot wurde am 4. März 1790 aus Teilen der altfranzösischen Provinz Quercy (Teil des Gouvernements Guyenne) geschaffen. Im Weiteren wurden noch Gebiete weiter südlich (insbesondere Montauban) angegliedert. Im Jahr 1808 gingen diese aber bei Neuschaffung des Département Tarn-et-Garonne wieder verloren.
Es gehörte von 1960 bis 2015 der Region Midi-Pyrénées an, die 2016 in der Region Okzitanien aufging.

## Wappen
Beschreibung: In Rot eine silberne schwarzgefugte Steinbrücke mit sechs Brückenbogen über einen blauen Wellenschildfuß. Auf der Brücke stehen fünf silberne gemauerte schwarzgefugte fünfzinnige Türme, zur Brückenmitte höher werdend, mit offenen Torbogen, über denen je eine goldene Lilie im gleichen Abstand schwebt.

## Verwaltungsgliederung
| Arrondissement  | Kantone | Gemeinden | Einwohner 1. Januar 2022 | Fläche km² | Dichte Einw./km² | Code INSEE |
| --------------- | ------- | --------- | ------------------------ | ---------- | ---------------- | ---------- |
| Cahors          | 8       | 97        | 73.782                   | 1.818,45   | 41               | 461        |
| Figeac          | 7       | 118       | 54.968                   | 1.593,32   | 34               | 462        |
| Gourdon         | 7       | 97        | 46.870                   | 1.804,76   | 26               | 463        |
| Département Lot | 17      | 312       | 175.620                  | 5.216,53   | 34               | 46         |

Siehe auch:

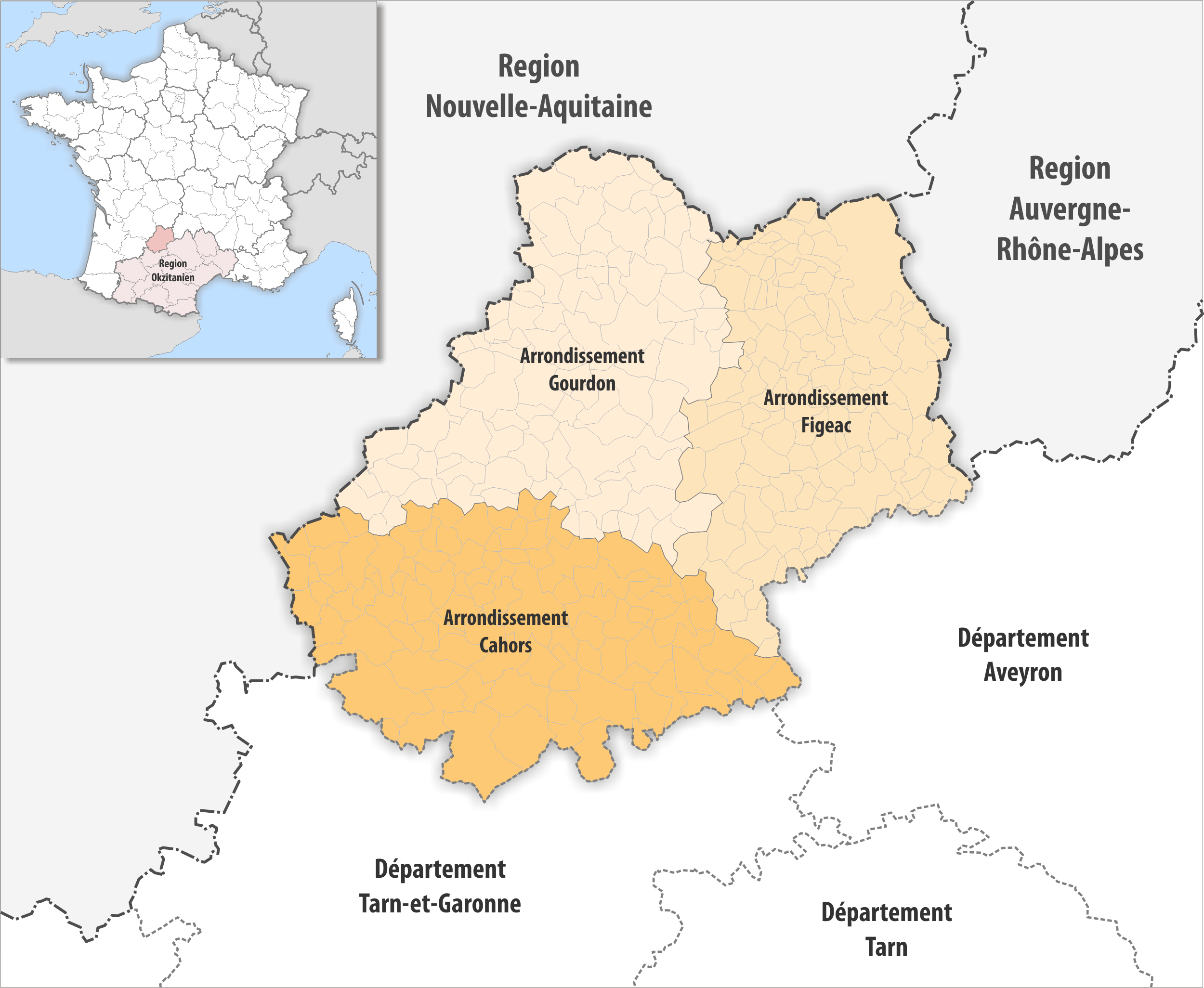
Gemeinden und Arrondissemente im Département Lot

- Liste der Gemeinden im Département Lot
- Liste der Kantone im Département Lot
- Liste der Gemeindeverbände im Département Lot

Gebietsverluste nach Neuschaffung des Départements Tarn-et-Garonne 1808

## Wirtschaft
Ein wesentlicher Wirtschaftszweig ist der Tourismus.
Das wertvollste Agrarprodukt der Region ist die Trüffel, die in den Eichenwäldern der Causse ideale Bedingungen findet.
Auch der Weinbau im unteren Tal des Lot spielt inzwischen wieder eine bedeutende Rolle. Schon vor Jahrhunderten war der „Schwarze Wein“ von Cahors bei Adligen in ganz Europa bis hin zum russischen Zaren berühmt – nicht zuletzt wegen seiner dunkelroten bis schwarzen Farbe, die ihn zum dunkelsten Rotwein der Erde machte.

## Sehenswürdigkeiten
Archäologische Fundorte:
- Höhle Pech Merle in Cabrerets bei Cahors mit Felszeichnungen aus der Zeit um etwa 16 – 20.000 v. Chr. und einem Museum zur Urgeschichte